# Annemarie Scavenius
Annemarie Gudrun Brønnum Scavenius af Robson, född 12 januari 1912 i Danmark, död okänt år, var en dansk-svensk målare och tecknare.
Hon var dotter till direktören Gjord Scavenius (1879–1955) och Henriette Olivia Dahl (1886–1969) och från 1937 gift med juristen Olof Rutger af Robson (1904–1956). Hon fick sin konstnärliga utbildning i Danmark och flyttade till Sverige i samband med sin vigsel. När maken avled 1957 flyttade hon till Köpenhamn. Hennes konst består av societets- och skådespelarporträtt. I Stockholm visades en separatkollektion med hennes konst på Galleri Brinken 1962 där bland annat porträtten av Kjerstin Dellert, Ellen Rasch och Margit Carlqvist ingick.